# Orange Range
Orange Range (em japonês: オレンジレンジ; romaniz.: Orenji Renji; estilizado em letras maiúsculas) é uma banda de j-pop. Todos os membros são naturais de Okinawa, Japão.

## História
Formado em Okinawa em 2001 lançaram o álbum Orange Ball (22 de fevereiro de 2002). Composta por Naoto, Yoh, Yamato, Ryoh, Hiroki e Katchan, a banda possui um estilo hip hop e a outra metade de pop/rock. Em 2004 eles venderam mais de quatro milhões e meio de álbuns e singles.[carece de fontes?]
Compondo suas próprias músicas, os singles "Hana" (24 de outubro de 2004) e "Locolotion" (9 de junho de 2004) estão entre os dez mais comprados pelos fãs no ano de 2004. [carece de fontes?]
O trabalho "Asterisk" (23 de fevereiro de 2005), é a abertura do anime Bleach, e também o música "O2" é a tema de abertura do anime Code Geass R2, e figurou, no seu lançamento, entre os mais vendidos segundo o ranking da Oricon, assim como seu álbum musiQ (1 de dezembro de 2004). A música "Viva Rock" foi o 3° encerramento do anime Naruto.

## Discografia

### Álbuns
| Ano  | Título            |
| ---- | ----------------- |
| 2003 | 1st Contact       |
| 2004 | musiQ             |
| 2005 | Иatural           |
| 2006 | Squeezed (remix)  |
| 2006 | ORANGE RANGE      |
| 2008 | Panic Fancy       |
| 2009 | World World World |
| 2010 | ORCD              |

### Outros
| Ano  | Título                             |
| ---- | ---------------------------------- |
| 2002 | ORANGE BALL (indies) (mini-álbum)  |
| 2007 | ORANGE ( best álbum )              |
| 2007 | RANGE ( best álbum )               |
| 2008 | Ura SHOPPING ( b-side best álbum ) |

### Singles
| 1º Single 『Kirikirimai』                     |
| 2º Single 『Shanghai Honey』                  |
| 3º Single 『Viva☆Rock』                       |
| 4º Single 『Rakuyou』                         |
| 5º Single 『Michishirube～a road home～』     |
| 6º Single 『Locolotion』                      |
| 7º Single 『Chest』                           |
| 8º Single 『Hanna』                           |
| 9º Single 『*～Asterisk～』                   |
| 10º Single 『Love Parade』                    |
| 11º Single 『Onegai!Senorita』                |
| 12º Single 『Kizuna』                         |
| 13º Single 『Champione』                      |
| 14º Single 『Un Rock Star』                   |
| 15º Single 『SAYONARA』                       |
| 16º Single 『Ika SUMMER』                     |
| 17º Single 『Ikenai Taiyou』                  |
| 18º Single 『Kimi Station』                   |
| 19º Single 『O2』                             |
| 20º Single 『Oshare Banchou feat. Soy Sauce』 |
| 21 ° Single 『Hitomi no Saki ni(瞳の先に)』   |
| 22° Single 『Uturusanu(ウトゥルサヌ)』        |
| 23° Single 『Ya Ya Ya(ヤーヤーヤー)』         |